# Ivan Pilný

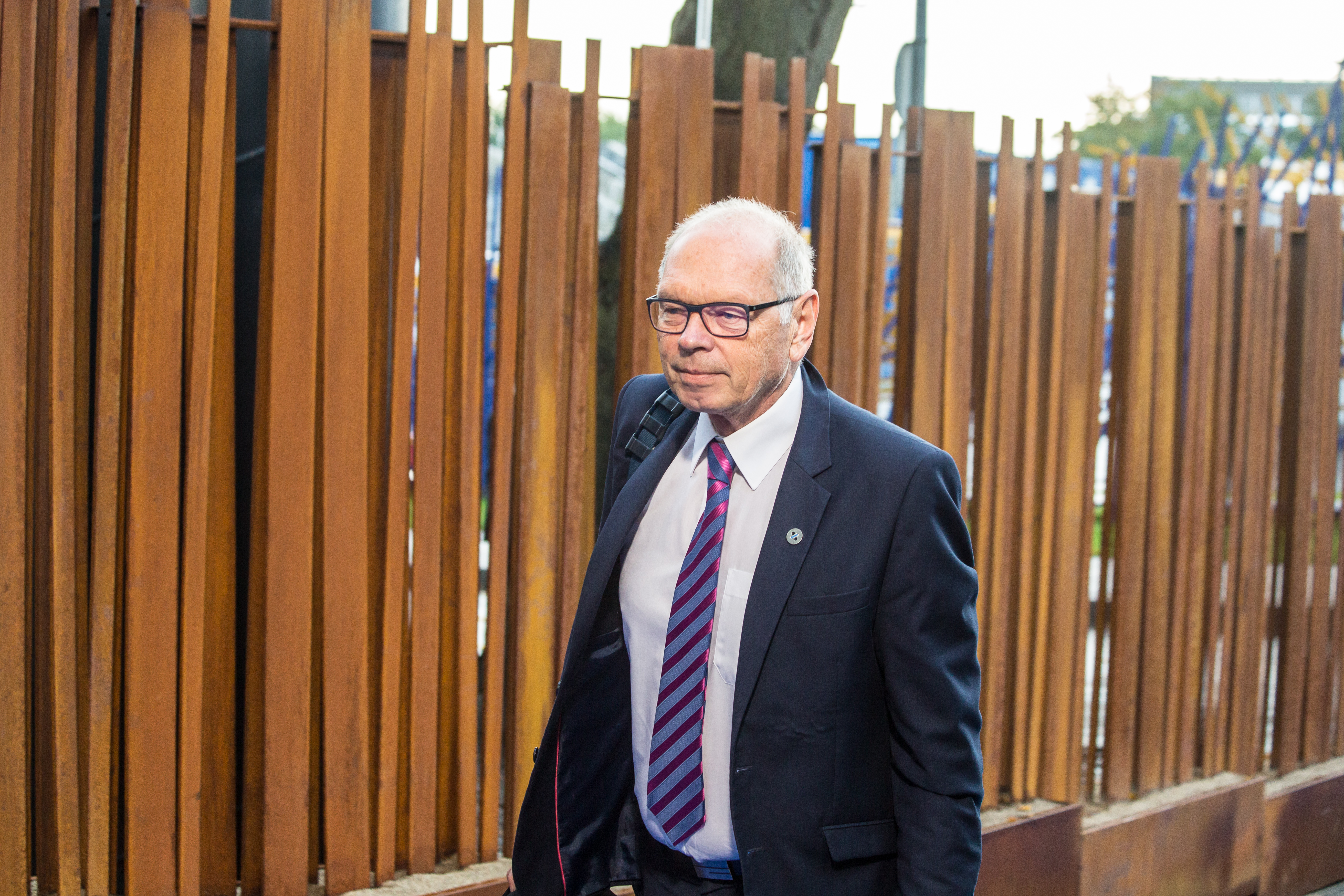
Ivan Pilný (2017)

Ivan Pilný (* 6. Juli 1944 in Prag) ist ein tschechischer Unternehmer und Politiker. Vom 24. Mai bis zum 13. Dezember 2017 war er Finanzminister in der Regierung Bohuslav Sobotka.

## Leben
Pilný studierte an der Elektrotechnischen Fakultät der Technischen Universität in Prag. Nach dem Abschluss im Jahr 1971 arbeitete er in staatlichen Betrieben im Bereich der Computertechnik. Ab 1990 war er als Unternehmer tätig. Von 1992 bis 1998 war er der erste Generaldirektor von Microsoft Česká republika. Anschließend arbeitete er für Telekommunikationsunternehmen.
Bei der Abgeordnetenhauswahl 2013 kandidierte er als Parteiloser für ANO 2011 auf dem ersten Listenplatz für den Královéhradecký kraj und erlangte ein Mandat. 2014 wurde er Parteimitglied. Nach der Abberufung von Parteichef Andrej Babiš vom Amt des Finanzministers im Mai 2017 schlug dieser zunächst Alena Schillerová und Richard Brabec als Nachfolger vor, die aber von Ministerpräsident Bohuslav Sobotka als enge Vertraute Babišs abgelehnt wurden. Schließlich wurde Pilný als Kompromisskandidat von Präsident Miloš Zeman zum neuen Finanzminister ernannt. Nach dem Ende der Amtsperiode zog er sich aus der Politik zurück.